# 2136 Jugta
2136 Jugta este un asteroid din centura principală, descoperit pe 24 iulie 1933 de Karl Reinmuth.